# Musée de la Police intégrée
Le Musée de la police intégrée (en néerlandais : Museum van de geïntegreerde politie) est un musée situé dans une ancienne caserne à Etterbeek (avenue de la Force Aérienne no 33) dans la Région de Bruxelles-Capitale.

## Collection et histoire
Ce musée est consacré à l'histoire des services de la police belge depuis 1794 et à la lutte contre la criminalité. Cette année marque la fin de l'Ancien Régime; à ce moment-là, la Belgique était sous domination française. Parmi les pièces exposées, on peut voir des uniformes, des armes, des décorations et des véhicules. En outre, une collection de photos est affichée. Le musée est également un centre de recherche connecté, où les renseignements peuvent être obtenus sur l'histoire des différents services de police.
La collection est pour l'essentiel constituée de deux parties, dont l'une émane du Misdaadmuseum qui, depuis 1925, est situé dans le palais de justice. Ces pièces ont appartenu dans le passé à la police judiciaire. L'autre partie provient de l'ancienne gendarmerie nationale. De ce fait, en 1968, la collection déjà partie d'une exposition à l'hôtel de ville de Bruxelles. La collection est complétée par des pièces d'autres forces de police, comme l'ancienne police communale, les gardes civils, la police militaire, etc.

## Développement
Les collections forment en 2006 le musée actuel. En 2014, il prend la forme d'une association à but non lucratif, afin de collaborer avec les professionnels des musées.
En 2016 par exemple, le musée participe à la campagne intitulée 100 Maîtres du Conseil Bruxellois des musées, qui vise à promouvoir les collections permanentes de nombreux musées à Bruxelles. Le musée peut être visité sur rendez-vous et également accessible uniquement pour les groupes accompagnés par un guide. Sur demande également les écuries à visiter.